# メッサーシュミット P.1101
Me P.1101
サンディエゴ航空宇宙博物館所蔵の画像。メッサーシュミット P.1100から派生し、本機の研究へとつながった。
- 用途：戦闘機
- 分類：ジェット戦闘機
- 設計者：ヴォルデマール・フォークト
- 製造者：メッサーシュミット
- 運用者： ドイツ国（ドイツ空軍）
- 初飛行：飛行せず
- 生産数：1機
- 運用状況：研究段階で停止

メッサーシュミット P.1101(Messerschmitt P.1101)は、第二次世界大戦中にドイツのメッサーシュミットにて開発中だった戦闘機である。この機体は1944年7月の緊急戦闘機計画によって開発された。計画内容は単座式、ジェットエンジン装備の単発戦闘機というものである。また本機は第三帝国の製作した第二世代ジェット戦闘機と見られている。
本機は大戦後期、連合軍による爆撃に悩まされていたドイツで開発されたジェット迎撃機の1つで、同時期に開発されていたTa 183等と同様に機首にエアインテークがあり、胴体後部に1基のハインケル HeS 011を搭載する。特筆すべき点として、世界初の可変後退翼機を目指したことで知られる。
P.1101試作機のこの特徴的な機構は、飛行前に主翼の後退角を変更できることである。終戦時に連合軍が接収した未完成の試作機は後退角が37度と50度の2段階可変となっていた。ただし空中で変更できる機構は無く、地上調整でのみ後退角が可変というものであった。この機構はベル X-5やグラマンXF10Fジャガーなどの可変後退翼機へと、さらに開発が進められた。

## 設計と開発
緊急戦闘機計画の設計仕様が1944年7月15日に出され、9日間のうちに、W・フォークト率いるメッサーシュミット設計局はP.1101のための予備的なペーパープランを作成した。まず最初に開発された航空機は、短くて幅の広い胴体、三輪式の降着装置、そして胴体部付近では40度の後退角を持ち、翼の外方では26度と角度が浅くなる、中翼形式の主翼を備えていた。1基のハインケル HeS 011ジェットエンジンが胴体内部に装着されることと決められた。気体の吸入用として丸いインテークが2つ、コックピット両側面に1つずつ設けられた。尾翼はV字形状をしており、先細のブーム部分に据えられた。このブームはジェットの排気流の上に伸ばされ、排気を通過させた。一方でコックピットは前部に置かれ、そのキャノピーは胴体のラインと融合し、この航空機の、丸められた機首の一部を形作った。
1944年8月下旬まで、この設計は未だ図面のままであったが、以前の太った胴体形状は延長され、また細められて滑らかさを実現し、コックピット前方には円錐状の鼻部が加えられたものに発展していた。後退角度を二回変える主翼にも見切りが付けられ、より設計に適合するメッサーシュミット Me262の外翼に換えられた。
設計はさらに開発が進み、数種類の主翼と胴体形状が風洞試験を経た後、デザインが改修されて確定した。これに伴い、実物大試験機の製作着手が決定された。この最終的なデザインおよび関連試験データが製造局に提出されたのは1944年10月のことで、製造用資材の選定が始められたのは1944年12月4日だった。
1945年2月28日、ドイツ航空省(RLM）は競争試作されたフォッケウルフ Ta 183を緊急戦闘機計画の勝者とすることに同意した。この決定は、一つにはメッサーシュミットP.1101の設計チームが経験した、設計上のかなりの困難に基づくものだった。たとえば、機関砲の内蔵に際し、非常に混み入って搭載されていたこと、主脚の収納と開閉機構があまりにも複雑だったこと、胴体が荷重に対処するために多数の「補強箇所」を要したこと、また重量増加のため、予期される性能がRLMの仕様以下に落ちたことがあげられる。

### 試作機の製造

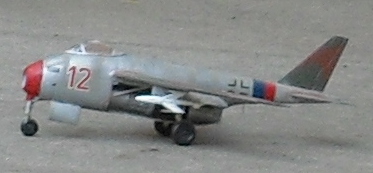
模型の側面。三脚式の降着装置。機首吸入口は1つにまとめられ、エンジン排気を避けるようブームが配されている。翼下の武装はX-4空対空ミサイル。

すでにP.1101の設計では相当に作業が進んでいたため、RLMはメッサーシュミット社への資金提供について減額の継続を決めた。メッサーシュミット社では、マッハ1までの想定速度で後退翼の試験飛行を果たそうとしていた。彼らは戦局の悪化から、はかどるがリスクの高い手法に至った。これは具体的な内部構造を持つ実物大の試作機を並行して作り、統計的な計算を繰り返すというものである。この一方、Me262の主翼、Bf109の降着装置を延長したもの、飛行用の装備品といった、既存の部品がどこであれ使えるならば利用された。35度、40度、また45度の後退翼形状を用いる試験飛行の実施も計画された。V1試作機の製造は、メッサーシュミット社が保有するバイエルンのオーバーアマガウ施設群で開始され、初飛行が1945年6月に計画された。
P.1101のV1試作機はジュラルミンで胴体部分を製造しており、外翼部分はMe262のものを使う方針が維持された。ただしスラットが大型化され、上記のように、地上で主翼の後退角度が30度、40度、45度に変更でき、これは後の可変翼設計の前身となった。予備設計において胴体部に並べられたインテークは、単一のノーズインテークに換えられ、またキャノピーは涙滴型の設計となった。これは以前の胴体融合型のキャノピーが与えたよりも良好な全周視認性をもたらした。さらに、量産のための試作機ではより従来的な後退形状の尾翼デザインを用いており、これは木製で、先細の尾部ブームに装着されることには変化がなかった。T字状の尾翼も設計された。3輪式の降着装置は、操向可能で後方に向けて引き込まれる機首輪、および主翼付け根に配され、後方へ引き込まれる形式の長い主脚で構成された。試作機は、ほぼ実用不能と思われるハインケルHe S 011ジェットエンジンを装備した。ただし、このエンジンの入手可能性がないとなれば、もっと相当に推力の弱いユンカース ユモ 004Bが試験飛行のために装着されたと推測される。これに加え、量産型では与圧コックピットと装甲化されたキャノピーを装備する予定だった。

### 戦後

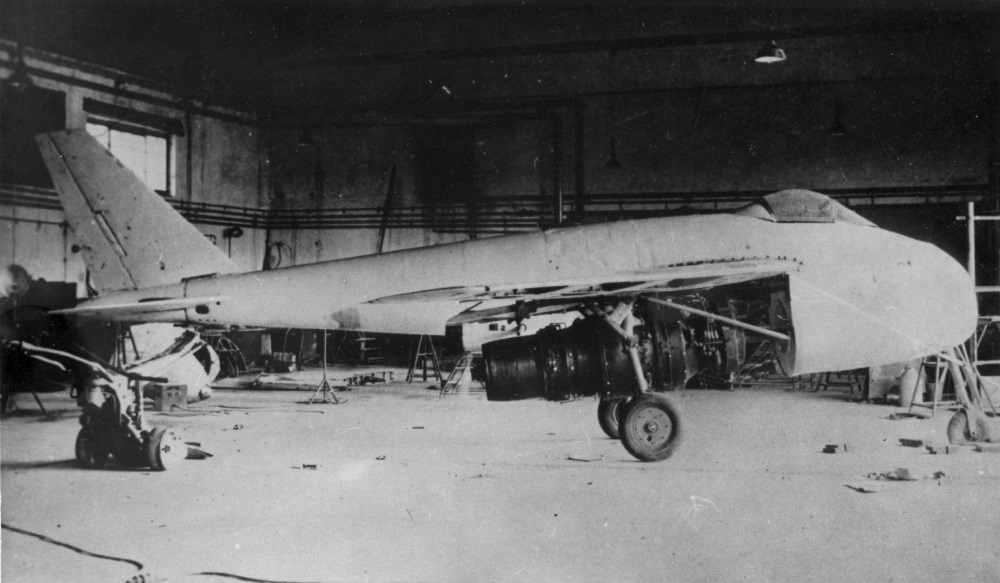
組み立て途上のP.1101 V1

1945年4月29日、アメリカ軍歩兵部隊がオーバーアマガウ村の施設群を発見した際、試作第1号機V1は約80%完成していた。主翼がいまだに取り付けられておらず、また主翼下面には翼板の貼り付けが一度も行われていないように見えた。付近のトンネルに隠されていた機体が運び出され、全ての関係文書が接収された。メッサーシュミット社設計主務のヴォルデマール・フォークト、そしてベル・エアクラフト社のロバート・J・ウッズは、P.1101の試作第1号機V1を1945年6月までに完成させるため交渉を行った。しかし、いくつかの極めて重要な書類が処分されていたこと、さらに残された設計書類の大部分を持つフランス人が返却を拒絶したことによって不可能となった。設計書類はドイツ側によりマイクロフィルムに撮影され、秘匿されたが、こうした設計書類は、アメリカ軍部隊がこの地域に着く前にフランス人の手で接収されていた。

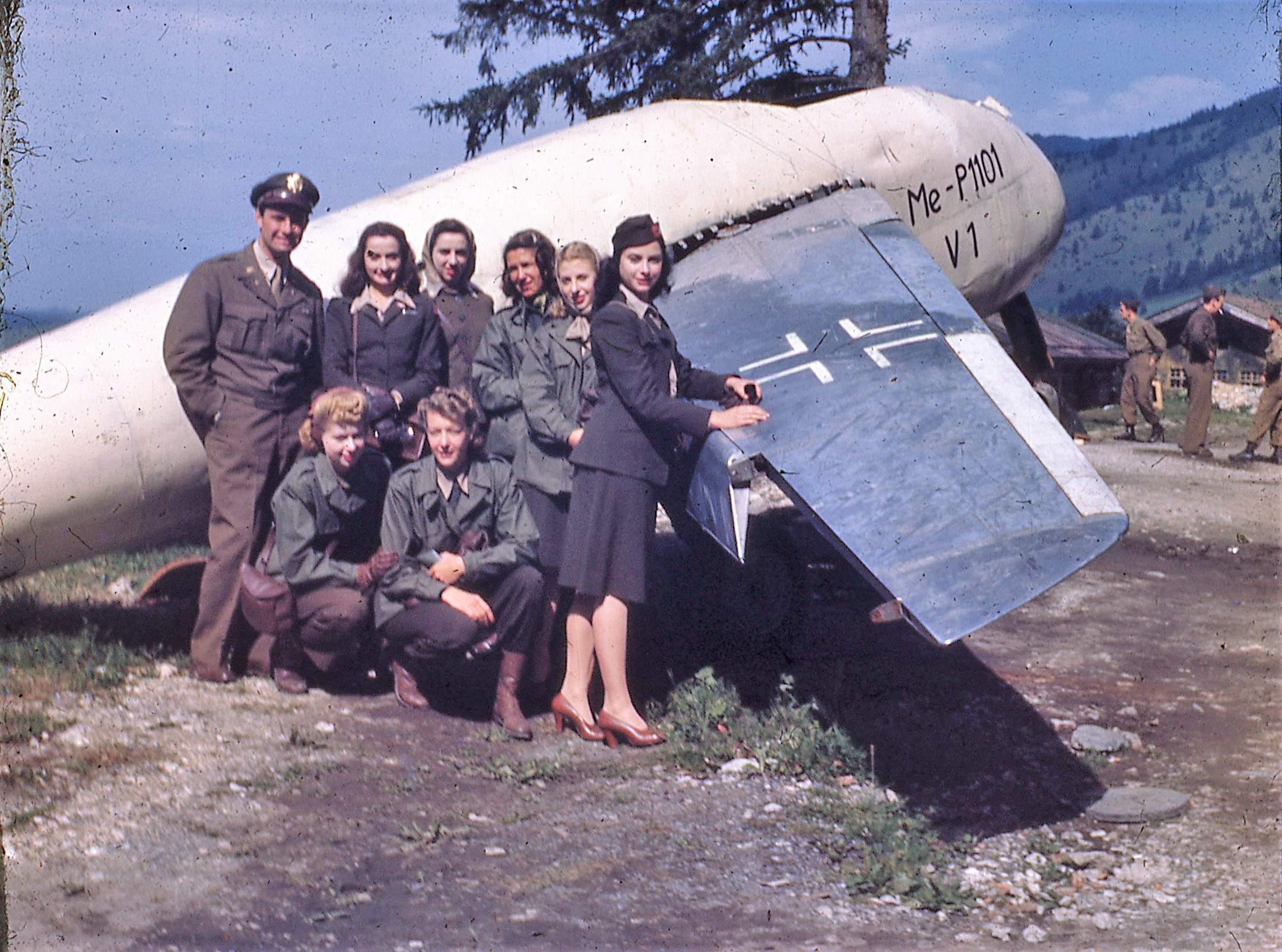
オーバーアマガウ村の研究施設でP.1101とともに写真に納まるアメリカ軍兵士

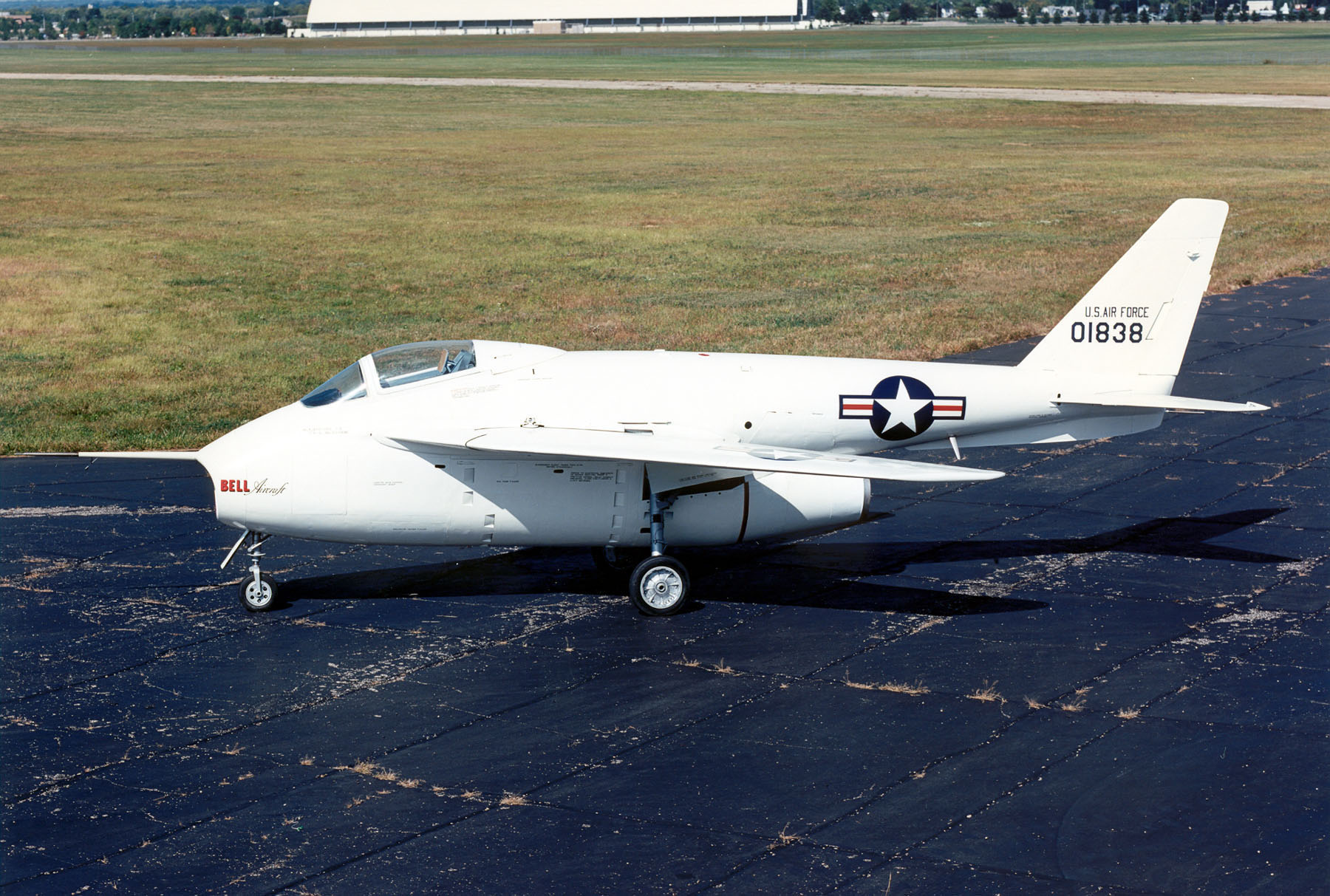
ベル X-5。P.1101に酷似した機体形状をしている。

一方でこの機体は、GIたちが撮影する記念写真の格好の被写体になった。後、試作機はアメリカ合衆国のライト・パターソン空軍基地へと船で輸送され、さらに1948年、ニューヨークのバッファローにあるベル・エアクラフト社の作業場へ送られた。損傷に関し、どんな修理の可能性も除外されたとはいえ、Me P.1101の設計と構造はその後ベル・エアクラフト社によってベル X-5機の基礎に用いられた。この機体は飛行中に主翼形状を変える能力を持つ、最初の航空機だった。

## 派生型

### Me P.1101第一次設計
1944年7月24日、単座ジェット戦闘機としてハンス・ホルヌングにより設計された。この機体は1基のハインケルHe S 011ターボジェットで飛行するものとされた。丸く鈍められた機首とV字形状の尾翼を持ち、全てのバージョンの中で最も短い。この設計では翼幅が7.15m、全長は6.85mだった。兵装はMK108機関砲を2門装備する。

### Me P.1101第二次設計
1944年8月30日に出された、より滑らかな外形を持つ設計。V字形状の尾翼、単座ジェットエンジン戦闘機で、より突き出された機首を持ち、主翼後退角は40度とされた。翼幅は8.16m、また全長は9.37mである。

### Me P.1101第三次設計
実物大の試作機となった設計で、飛行試験用の単座ジェット戦闘機である。翼幅は8.06m、全長は8.98m。この機体には従来型の尾翼がつき、また後退翼が飛行前に異なる角度へ変更できるよう設計されていた。最初の試験飛行は後退角度35度で行われるよう計画され、続いて45度の角度が試験されるよう予定された。初の飛行試験は1945年6月に予定された。

### Me P.1101第四次設計
最終的に設計された単座ジェット戦闘機。この機体は量産に入るものとされた。翼幅8.25m、全長9.175m、および重量は1250kgとされた。

### Me P.1101 L
ラムジェットエンジンで駆動する単座戦闘機で、追加装備した8基の小型ロケットエンジンにより離陸する。この設計ではより大型のローリン・ラムジェットエンジンを積むため、拡幅された胴体が使われた。エンジンはコックピット後方に配され、尾翼は従来型のものとなった。

### Me P.1101/92
2座、V字形状の尾翼を持つ、異なった形状の重戦闘機・駆逐機である。本機は全金属製機であり、武装には大口径の7.5 cm PaK 40対戦車砲を選定し、2基のハインケルHe S 011ターボジェットエンジンで飛行した。本機の翼幅は13.28m、全長は13.1mである。

### Me P.1101/99
また別の、非常に異なった機体である。2座、全金属製、攻撃機・駆逐機として構想され、4基のハインケルHe S 011ターボジェットで飛行する。本機は胴体前端にコックピットを持ち、7.5cm Pak40対戦車砲で武装、またMK112 55mm機関砲を5門搭載した。尾翼は伝統的な形で、翼幅15.4m、全長は15.2mである。

## 諸元(P.1101 第4次設計)
主要諸元
- 乗員:1名、パイロット
- 全長:9.1m
- 全幅:8.2m
- 全高:2.8m
- 翼面積:15.9m2
- 空虚重量:2,594kg
- 全備重量:4,064kg
- 最大離陸重量:4,500kg

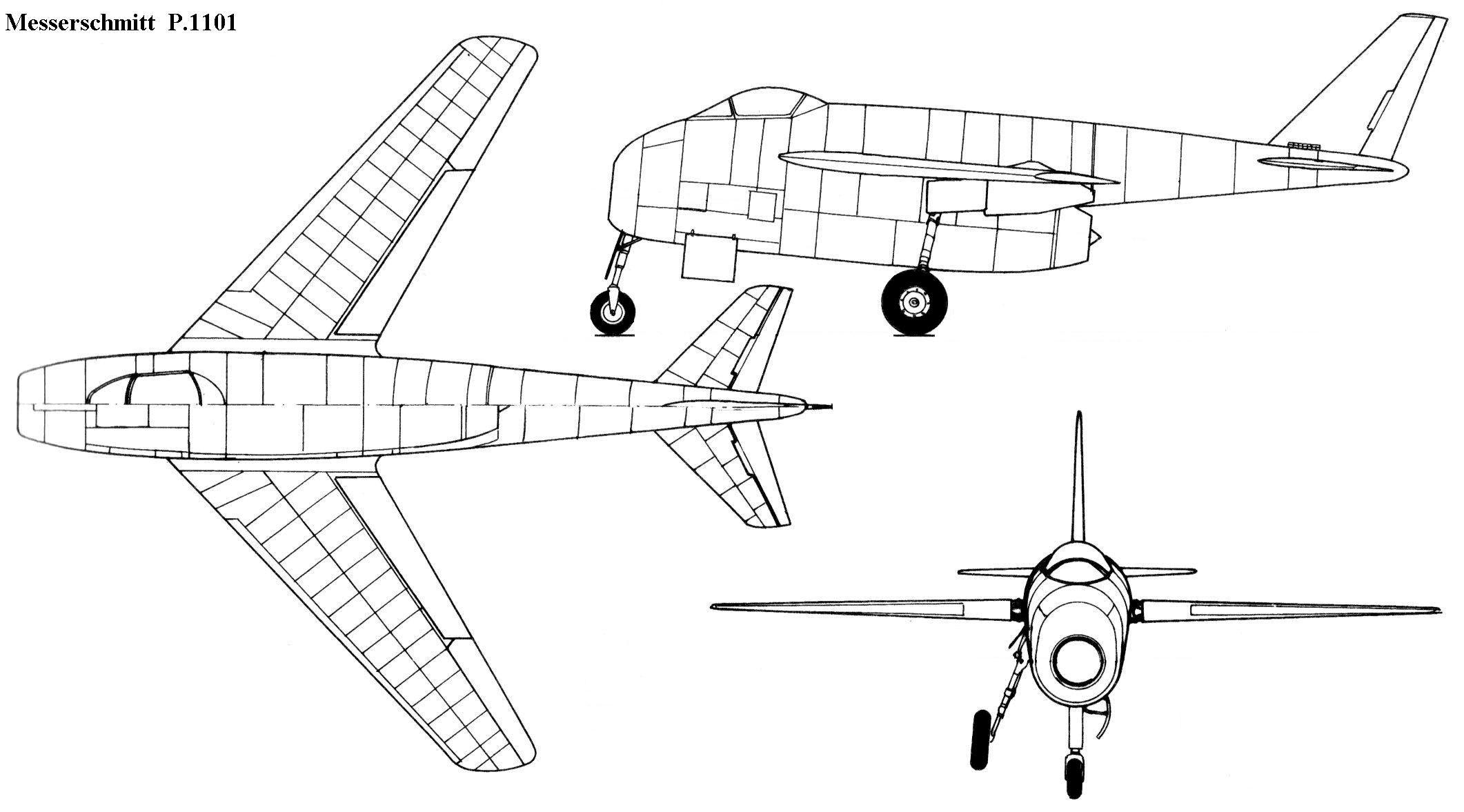
三面図

- 主機:ハインケル HeS 011Aターボジェット、1機、推力1,300kg
- 燃料搭載量:1400リットル

性能
- 最高速度:985km/h(マッハ0.8)、高度7,000m[要出典]
- 巡航速度:905km/h、高度7,000m
- 航続距離:1,500km
- 実用上昇限度:12,000m
- 上昇能力:22.2m/s
- 翼面荷重:236kg/平方m
- 最大翼面荷重:296.5kg/平方m

兵装
- 試作機には搭載されず。
- MK108 30mm機関砲、2門もしくは4門。ルールシュタール X-4空対空ミサイル、4発搭載。（量産型の計画）